# Association des guides et scouts d'Europe
 (février 2019).
 (février 2019).
Ne pas confondre avec la fédération européenne, l'Union internationale des guides et scouts d'Europe
L'Association des guides et scouts d'Europe (AGSE), couramment désignée comme les Scouts d'Europe, est un mouvement de scoutisme catholique français, membre de l'Union internationale des guides et scouts d'Europe. Elle n'est pas membre de l'Organisation mondiale du mouvement scout.
Les Scouts d'Europe français trouvent leurs origines dans les Scouts d'Europe fondés en 1958 par Jean-Claude Alain, avec une idée européenne et œcuménique, deux années après le lancement de la fédération du scoutisme européen à Cologne lors du rassemblement de plusieurs jeunes européens à la Toussaint 1956.
Cette association aux dimensions alors réduites connaît son essor dans la réaction aux tensions que vivent les Scouts de France au cours des années 1960, cristallisées par les réformes radicales portées par François Lebouteux. Un nombre important de troupes désire rester fidèles aux pratiques traditionnelles du scoutisme, dans la continuité du projet originel de Baden-Powell, fondateur du scoutisme, et des enseignements du père Jacques Sevin, fondateur du scoutisme français. L'adhésion des scouts bretons Bleimor en 1962, qui quittent les Scouts de France, donne son élan au mouvement en lui apportant des effectifs importants, leur pédagogie et leur ancrage catholique. Leur fondateur Pierre Géraud-Keraod prend la tête de l'association des Scouts d'Europe français.
Elle fait partie des membres fondateurs de l'Union internationale des guides et scouts d'Europe (UIGSE - FSE), créée en 1963, qui compte une vingtaine de pays membres dont les principaux sont les Scouts d'Europe français, italiens, allemands et polonais.
En 1970, l'association est agréée « Jeunesse et éducation populaire » par le ministère de la Jeunesse et des Sports et elle prend en 1976 son nom actuel : « Association des guides et scouts d'Europe » (AGSE).
L'Association des guides et scouts d'Europe compte plus de 37 000 membres en France en 2024, ce qui fait d'elle la deuxième association française de scoutisme en effectifs. Reconnue par l'Église catholique en France comme mouvement de laïcs, elle fonde sa pédagogie selon les enseignements de Baden-Powell enrichis notamment par le père Jacques Sevin.

## Pédagogie

### Méthode éducative
La méthode scoute développée par les guides et les scouts d'Europe se fonde d'après celle inventée par Robert Baden-Powell, enrichie notamment par le père Jacques Sevin chez les Scouts de France. 
Elle vise à l'épanouissement des enfants et des adolescents par le jeu et par l'aventure dans la nature et la prise de responsabilités dans le groupe. Les activités organisées ont pour but d'aider le jeune à s'épanouir dans cinq domaines appelés traditionnellement « les cinq buts du scoutisme » :
- la santé : désigne la relation de l'enfant à son corps. L'enfant doit le développer et le protéger. Il apprend pour cela des règles de sécurité, d'hygiène et de secourisme ;
- la formation du caractère : vise la relation à soi-même. L'enfant apprend par des efforts les effets de la volonté, par les charges et par les postes d'action ce qu'est la responsabilité ;
- le sens du concret : concerne la relation au monde. L'enfant doit être capable de transformer les éléments naturels et de les utiliser sans les saccager ;
- le sens du service : exprime la relation aux autres. L'enfant apprend à servir sans contrepartie. Il donne un de son temps, au prix d'un effort quotidien ;
- le sens de Dieu : explore la relation à Dieu. L'enfant développe cet amour de Dieu en participant aux sacrements, en priant avec la patrouille, ou tout seul.

Selon les principes du scoutisme, les scouts d'Europe se fondent d'après le principe de l'enseignement mutuel et le bénévolat : il n'y a pas d'éducateurs professionnels dans les troupes ni dans les patrouilles, qui fonctionnent en autonomie. Dans chaque groupe, les plus expérimentés aident et instruisent les plus jeunes. Les plus jeunes comme les moins jeunes, les garçons comme les filles, reçoivent une éducation différenciée.
Pour atteindre les cinq buts énoncés ci-dessus, les jeunes apprennent grâce aux moteurs que sont le jeu, l'intérêt, la responsabilité et l'engagement par la promesse. En effet, tout apprentissage passe par le jeu qui attire l'intérêt des jeunes, dans lequel ils se donnent ainsi à fond. À chaque niveau le jeune reçoit des responsabilités selon ses capacités, qui lui permettront d'acquérir de la confiance, ainsi que de se dépasser, dans la technique comme humainement. En l'invitant à prononcer une promesse dans l'honneur, la méthode pédagogique apprend aux jeunes la valeur de la parole donnée.
Les Guides et Scouts d'Europe cherchent leurs activités dans la nature. Le jeune est également invité à prendre sa place dans la vie civique et à s'engager comme citoyen responsable. Les Guides et Scouts d'Europe œuvrent au développement d'une Europe unie et fraternelle. Pour ce faire, l'UIGSE favorise les contacts entre les jeunes des différents pays vivant d'une même conception du scoutisme.

### Branches
La méthode scoute utilisée est adaptée à chaque âge, organisés en trois branches. Elles sont symbolisées par trois couleurs différentes : jaune, vert et rouge.

#### Enfants: branche des louvettes et des louveteaux (jaune)
Les louveteaux et les louvettes (8 - 11 ans) sont regroupés en sizaines, réunies soit en meute soit en clairière chez les louvettes. Le Livre de la jungle, de Rudyard Kipling inspire l'univers des louveteaux et des louvettes. 
Ainsi l'adulte responsable de la meute est nommé Akela, le loup solitaire, chef du clan des loups de Seeonee dans l'œuvre de Kipling. Akela est aidé d'assistants qui prennent le nom des amis de Mowgli : Baloo, Bagheera, Mang, Chil, Hathi. L'année est rythmée par les sorties, par les week-ends, par les grands rassemblements et se clôt par un camp de 4 à 8 jours.
Progression : la promesse, la première étoile, la deuxième étoile puis les badges, forment les étapes d'avancement du louveteau ou de la louvette.
Les étoiles et la promesse se portent au béret, les badges sur la chemise ainsi que sur le pull.

#### Adolescents: branche des éclaireuses et des éclaireurs (vert)

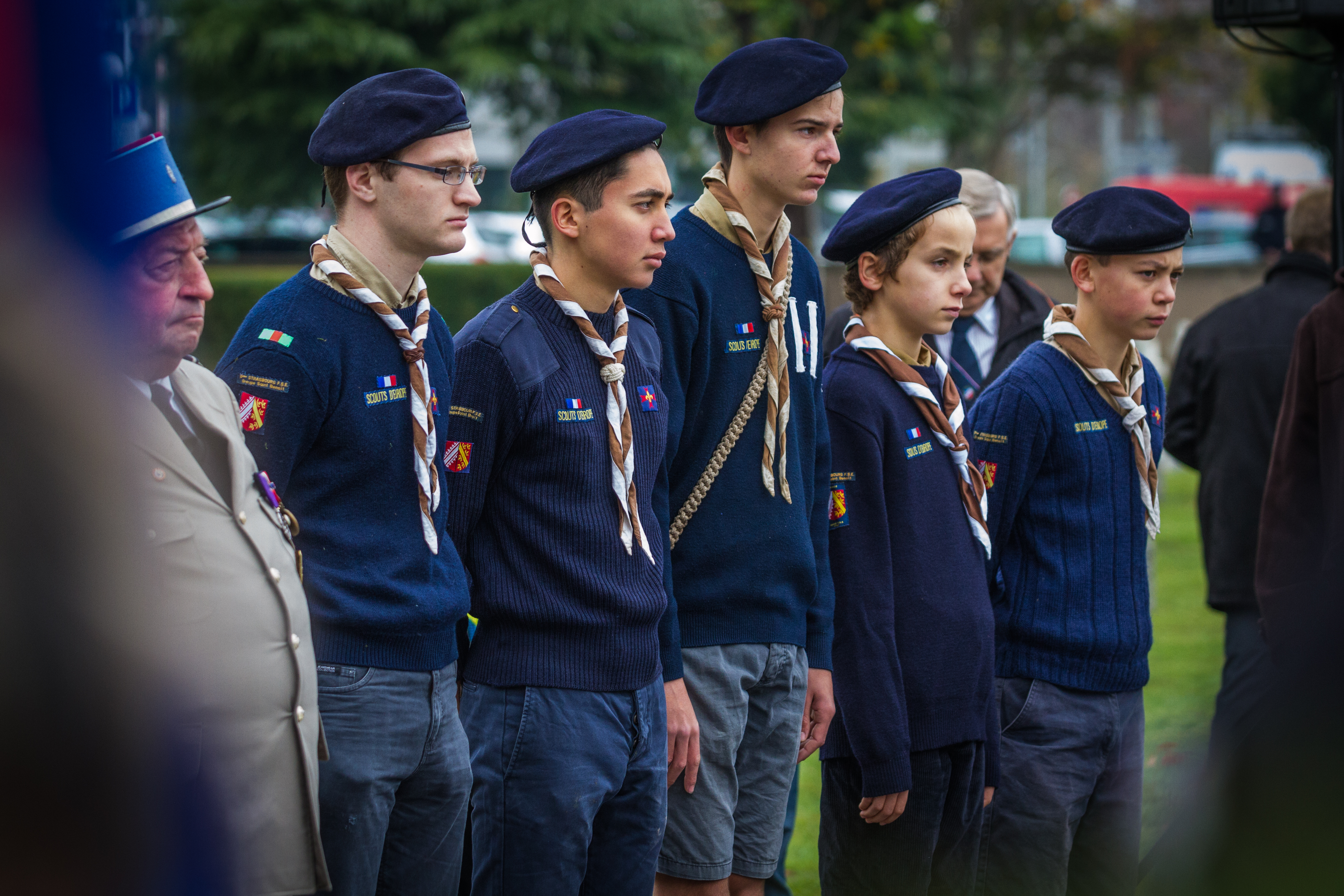
Scouts de la troupe 5e Strasbourg-FSE lors d’une cérémonie à la Nécropole nationale de Strasbourg-Cronenbourg, Toussaint 2013.

Les éclaireurs (12 - 17 ans) sont regroupés en patrouilles (équipage dans les unités marines ou cordées dans les unités alpines). Dans la patrouille, l'un des adolescents est le chef de patrouille (abrégé en : CP), aidé d'un Second de patrouille (SP). 
Dans la patrouille, chaque éclaireur reçoit une fonction spécifique au service collectif : intendant, cuisinier, secouriste, par exemple ; celle-ci lui permet d'acquérir ou de développer des compétences particulières : ce sont les Postes d'Action (PA) ou les Postes de Service (PS). Plusieurs patrouilles composent une troupe dirigée par un adulte, ou chef de troupe (CT), aidé d'assistants (ACT).
Chez les filles, les éclaireuses sont également regroupées en patrouilles, qui forment une compagnie. L'année scoute enchaîne des sorties, des week-ends ou des petits camps et quelquefois de grands rassemblements (à l'occasion de pèlerinages, de rassemblements de district ou de province, les rallyes). Le camp d'été (ou grand camp) peut durer de 15 à 20 jours. 
La progression suit des étapes en commençant par la promesse pour atteindre la seconde classe, puis la première classe. À partir de la seconde classe, il est possible d'obtenir des badges, puis des brevets majeurs à partir de la première classe. Pour cela, il faut réussir les épreuves, consignées dans le carnet individuel de progression, comme pour la promesse et les classes. Pour les deux classes et pour certains brevets, il faut accomplir un Raid individuel ou à deux. 
L'engagement de raider-scout (chez les éclaireurs uniquement) est une étape de référence qui commence par la promesse, fondement de la vie scoute, suivie de la seconde classe, de badges (ou brevets), de la première classe, des brevets majeurs et de l'engagement comme raider-scout. Ces différentes étapes donnent un rythme, un but, des objectifs à accomplir.

#### Jeunes adultes: branche des routiers et des guides-aînées (rouge)
À la sortie soit de la troupe, soit de la compagnie, les routiers de 17 ans ou plus sont regroupés en clan et les guides-ainées en feu. 
Leur projet consiste à former des jeunes adultes, capables d’assumer des responsabilités et d’exercer ainsi le discernement dans un vrai et bon usage de la liberté dans chacun de ses actes.

## Organisation des Guides et Scouts d’Europe

### Organisation territoriale
- Une meute ou une troupe forment un groupe scout dirigé par un chef de groupe, généralement un père de scout ou de louveteau, un ancien chef de troupe ou de meute. Une clairière et une compagnie forment un groupe guide dirigé par une cheftaine de groupe.
- Trois ou quatre groupes scouts forment un district scout dirigé par un commissaire de district. Les groupes guides forment un district guide avec à sa tête une commissaire de district guide. Un district correspond habituellement à l'étendue géographique d'un département.
- Plusieurs districts forment à leur tour une province, souvent l'équivalent d'une région administrative française, avec la même distinction scout et guide.
- L'association nationale qui regroupe toutes les provinces est divisée en deux parties, scoute et guide, applicant la parité entre le masculin et le féminin à tous les échelons.

Un commissaire général scout et une commissaire générale guide travaillent ensemble à la direction nationale du mouvement. Ils sont bénévoles comme tous les chefs scouts. Le siège de l'Association des Guides et Scouts d'Europe se trouve à Château-Landon, dans une propriété abritant l'activité d'édition du mouvement : Scouteuropresse (journaux mensuels et trimestriels à destination des adhérents : Mowgli chasse, Scout d'Europe, Trace ta route, Maîtrises, Le relais de poste et La lettre aux parents).

### Organisation pédagogique
Tous les louveteaux et les louvettes, leurs chefs et cheftaines, avec les anciens chefs qui les aident, forment la branche pédagogique jaune ou branche du louvetisme. 
La branche verte ou branche des éclaireurs et des éclaireuses est celle des adolescents et la branche rouge l'âge aîné.
Les chefs d'unité reçoivent une formation initiale dans des camps-écoles pédagogiques (CEP) durant une semaine, où ils suivent une formation équivalente soit au BAFA (encadrement de jeunes) soit au BAFD (direction de camps). Des formations spécifiques sont proposées aux chefs de districts et de provinces.
À chaque échelon territorial, le chef en charge choisit des assistants formés pédagogiquement pour chacune des branches. Le mouvement possède ainsi une double hiérarchie : administrative et pédagogique.

### Spécificités des Guides et Scouts d'Europe

#### Les réseaux de patrouilles libres
Une patrouille libre n'est pas intégrée à une troupe ou une compagnie. Le réseau de l'araignée regroupe la plupart des patrouilles libres scoutes de France, soit environ une trentaine de patrouilles. 
Une patrouille libre n'est pas rattachée à une troupe ; toute patrouille libre est appelée à devenir une troupe lorsque les effectifs sont atteints. 
Les patrouilles libres d'éclaireuses sont organisées en réseaux inter-provinces. La branche féminine du réseau des patrouilles libres s'appelle le réseau Étoile de l'espérance.

#### Scouts alpins
La spécialité a été créée en 1994. En 2019, l'AGSE compte douze troupes montagne (Chambéry, Annecy, Grenoble, Meylan, massif de la Chartreuse, Chamalières, Lyon, Saint-Étienne, Toulouse, Pamiers et deux autres)[réf. souhaitée] et trois compagnies de montagne (Toulouse, Chamalières et Chambéry). 
Tous les deux ans est organisé par l'association un rallye montagne qui rassemble toutes les unités de montagne de l'AGSE et permet aux scouts alpins de vivre quatre jours de sortie en montagne.
L'équipe technique nationale montagne le Bouquetin composée de professionnels de la montagne, diplômés d'état et bénévoles, supervise les activités en montagne et propose des camps de formation pour les chefs et pour les jeunes.

#### Scouts nautiques
Les activités nautiques étaient déjà évoquées par Baden-Powell. La spécialisation a été créée par le mouvement afin de proposer une activité qui suscite davantage l'envie aux jeunes de devenir scouts. Elle donne un supplément d'expérience aux unités. À la différence des scouts marins, qui pratiquent la voile, essentiellement en mer, les scouts nautiques s'aventurent seulement dans les lacs et les rivières, en radeaux, en canoës ou en kayaks.
L'équipe technique nationale nautique la Batellerie supervise la spécialisation et propose des camps de formations aux chefs et aux  jeunes.

## Histoire
(décembre 2019).

### Les origines: Bleimor et les Europa scouts
Les origines de l'AGSE puisent leurs racines dans la période d'avant 1963, année généralement présentée par le mouvement comme la date de sa fondation. Elles expriment deux idées : celle d'un mouvement européen, héritée des Europa scouts autrichiens, et celle d'un mouvement catholique conservateur, issue des scouts bretons Bleimor. 
Le mouvement est fondé deux années après le lancement de la fédération du scoutisme européen à Cologne lors du rassemblement de plusieurs jeunes européens à la Toussaint 1956, désireux de fonder une Europe fraternelle par le scoutisme. Trois personnalités fortes marquent les origines : Frederik Perko, Jean-Claude Alain et Pierre Géraud-Keraod. Cette époque est mal connue, d'autant que la quasi-totalité des sources à ce sujet provient des Scouts d'Europe eux-mêmes.

#### La dimension européenne: les Europa scouts
L’histoire des Europa scouts est mal connue faute de sources externes. Le contexte est celui de la Guerre Froide et de l’occupation de l'Autriche après la Seconde Guerre mondiale par les Alliés, qui encouragent le scoutisme comme un moyen de désintoxiquer la jeunesse des totalitarismes : du nazisme comme du communisme. L’idée d’un mouvement européen naît lors du jamboree mondial de 1951 en Autriche chez des chefs soucieux d’entente et de compréhension européenne après la Seconde Guerre mondiale. En 1952, ils font camper ensemble leurs troupes et Friedrich Perko fonde les Europa scouts, de leur nom complet Europa Scouts, der Vereinigung Europäischer Pfadfinder  (« Scouts d’Europe de l’Union des scouts européens »). Le mouvement crée des sections dans différents pays d'Europe, sections qui dépendent directement de l'association autrichienne.

Emblème des Europa scouts

L'originalité de ce mouvement neutre réside dans son ambition européenne. Traditionnellement, les mouvements scouts sont nationaux et leurs pédagogies comme leurs organisations varient considérablement d’un pays à l’autre. Les Europa scouts aspirent au contraire à devenir un mouvement international, avec des pratiques communes dans tous les pays. Les Scouts d’Europe sont directement héritiers de cette idée, qu’ils réalisent : ils fondent des mouvements identiques dans une vingtaine de pays européens, réunis dans l’Union internationale des guides et scouts d'Europe (UIGSE).
Cette organisation centralisée est mal perçue et devient rapidement source de tensions. Le 1er novembre 1956 a lieu une réunion internationale des Europa scouts à Cologne. Après des débats houleux, la section allemande quitte le mouvement. Sous l'impulsion d'un Français, Jean-Claude Alain, elle crée à la place un système fédéral, la Fédération du scoutisme européen (FSE), qui deviendra par la suite l'UIGSE. La nouvelle association prend pour emblème la croix de Malte rouge  et la fleur de lys or à la place de la flèche et de la fleur de lys des Europa scouts. Jean-Claude Alain en devient le premier commissaire fédéral.
En 1958, Jean-Claude Alain fonde la section française de la Fédération des Scouts d'Europe, qui prend pour nom la traduction française de « Europa scouts » : Scouts d’Europe. Juridiquement, cette association qui est aujourd'hui devenue l'Association des Guides et Scouts d'Europe, même si pratiquement ce mouvement initial était assez éloigné de l'actuel. Il s'agit d'une petite structure, qui rassemble seulement une centaine de membres. Conformément à l'orientation religieuse choisie par la FSE lors de son deuxième conseil fédéral, à la Toussaint 1957, les Scouts d'Europe sont une association œcuménique. Ce positionnement leur vaut une condamnation de l'Assemblée des archevêques et cardinaux en 1959 :

« Il ne semble pas opportun de favoriser cette forme de scoutisme qui admet systématiquement, dans les mêmes unités, des enfants catholiques, protestants orthodoxes et israélites. La méthode qu’elle préconise n’est pas conforme à une saine pédagogie de la foi. Son introduction dans nos diocèses ne pourrait que créer une fâcheuse diversion par rapport aux Scouts de France. »

— Assemblée des archevêques et cardinaux, 1959

#### Postérité des liens avec les Europa scouts
Malgré la tentative de reprise de contact en 1975, les Guides et Scouts d'Europe n’ont plus de liens avec leur ancêtre autrichien. Les Europa scouts n'ont plus de groupes en dehors de l'Autriche, où ils forment un groupuscule.

En 1975, à la suite d'une réunion à Wiltz (Luxembourg) entre la FSE et les Europa scouts, Pierre Géraud-Keraod (PGK) crée chez les Guides et Scouts d'Europe une association appelée Europa scouts dans un but de rapprochement entre les deux mouvements. L’association reste une structure vide, sans activité. Une seconde rencontre a lieu en 1976, au cours de laquelle Perko et Pierre Géraud-Keraod créent la Confédération européenne du scoutisme chrétien d’Occident (CESCO, ou IEPECA en allemand), qui regroupe la FSE et les Europa scouts ; elle n'a par la suite aucune activité non plus. Dans la revue Maîtrises, à destination des chefs, Pierre Géraud-Keraod décrit ainsi cette seconde rencontre : 

« En février 1976, se sont tenues les journées de Vienne qui ont permis les retrouvailles de l’association des Europa scouts et des organisations Guides et Scouts d’Europe. L’équipe de 1952 et celle de 1962 se reconnaissaient avec la joie que l’on devine, dans un même idéal de service et de fraternité. Un accord a été signé le soir même de l’anniversaire de Baden-Powell. Fait significatif : c’est sur la Charte de 1956 que s’est établi l'accord entre les nouvelles associations et les tout premiers protagonistes de l’Idée scoute européenne. »

— Pierre Géraud-Keraod, Revue Maîtrises, deuxième trimestre 1976

Après le départ de Pierre Géraud-Keraod en 1986, le discours des Guides et Scouts d'Europe (GSE) au sujet des Europa scouts évolue considérablement. En 1998, Maurice Ollier, l’un des dirigeants historiques des Guides et Scouts d'Europe écrit, toujours dans Maîtrises : 

« L’équipe fédérale devait reprendre contact avec les Europa Scouts en 1976 à Vienne pour constater que la FSE n’avait finalement rien de commun avec eux […]. Cette rencontre ne pouvait aboutir à aucun rapprochement. Nous pouvons dire avec assurance que les Guides et scouts d’Europe ne sont en aucun cas les héritiers des Europa scouts autrichiens. Il sera nécessaire de rectifier certaines affirmations que l’on trouve dans les carnets pour nos jeunes. »

— Maurice Ollier, Revue Maîtrises, avril 1998
Après son départ des Guides et scouts d'Europe, Pierre Géraud-Keraod transfère le siège de l’association française « Europa scouts » du centre national des Guides et Scouts d'Europe à La Flèche, faisant de l’association un mouvement à part entière, aujourd’hui affiliée aux Éclaireurs neutres de France. Ces Europa scouts français n’entretiendront jamais de liens avec les Europa scouts autrichiens, avec lesquels ils n’ont donc qu’un lointain rapport historique.

#### L'identité catholique: les scouts Bleimor
Les Scouts d’Europe originels n’ont que peu de points communs avec l’Association des Guides et Scouts d'Europe actuelle. En 1962, l’arrivée dans leurs rangs des Scouts Bleimor et de leur fondateur, Pierre Géraud-Keraod, apporte une pédagogie issue des Scouts de France ainsi qu'une identité religieuse catholique.

Drapeau des Scouts Bleimor.

Les Scouts Bleimor forment une association culturelle bretonne identitaire constituée initialement chez les Scouts de France (SdF) en 1950 par Pierre Géraud-Kéraod. Elle regroupe sept groupes scouts en Bretagne et à Paris, dans un contexte d’après-guerre où le nationalisme breton est discrédité pour son soutien à l’occupant nazi[réf. souhaitée]. Le 21 août 1962, au cours d’une réunion à Tréguier à laquelle Friedrich Perko est convié, les Scouts Bleimor quittent à l’unanimité les Scouts de France et intègrent les Europa scouts. Le 22 octobre 1962, ils rejoignent les Scouts d’Europe de Jean-Claude Alain et prennent le nom de « Bleimor, association bretonne des scouts d’Europe ».
Bleimor regroupe alors environ 250 membres contre une centaine chez les Scouts d’Europe, ce qui leur permet de prendre rapidement l'ascendant et le contrôle de l’association. Le 17 décembre 1962, Pierre Géraud-Keraod devient commissaire général à la place de Jean-Claude Alain, forcé à démissionner ; ce dernier quitte le mouvement. Bleimor impose aux Scouts d’Europe l'ancienne pédagogie des Scouts de France, alors même que ce mouvement entame une réforme d’ampleur qui aboutit en 1964 à l’abandon de sa pédagogie historique avec la scission de la branche éclaireur. La loi scoute et la promesse ainsi que le cérémonial, sont directement repris des Scouts de France, enrichis d’une mention à l’Europe. Du point de vue religieux, Pierre Géraud-Keraod rejette l’œcuménisme pratiqués par les Scouts d’Europe et impose un catholicisme conservateur. Il crée ainsi un nouveau mouvement catholique à côté des mouvements historiques, les Scouts de France et les Guides de France.
Évincé de l’association qu’il a fondée, Jean-Claude Alain crée un Comité de défense des Scouts d'Europe qui devient en 1963 l’Association française des Scouts d'Europe (AFSE). Les Scouts d’Europe attaquent en justice cette association pour usurpation de leur nom, de leurs insignes et des titres de leurs revues. Jean-Claude Alain renomme alors l’association Mouvement scout européen (MSE) et change d’insignes, ce qui lui permet de gagner le procès en première instance puis en appel.

En 1964, Pierre Géraud-Keraod écrit à l'évêque Jean Streiff, secrétaire général de l’apostolat des laïcs : 

« Une équipe de chefs et cheftaines catholiques a pris les leviers de commande de l'Association française des Scouts d'Europe le 14 décembre 1962, à l'appel d'un prêtre du diocèse de Paris. […] Nous avons abandonné alors nos préoccupations particulières pour nous consacrer à l'œuvre d'épuration et de redressement qui s'avéraient indispensables pour mettre le mouvement en conformité avec la doctrine et la morale catholiques. […] Pour atteindre ce résultat, nous avons dû exclure les éléments douteux. Nous avons éliminé notamment les dix membres de l'ancien Conseil national à direction orthodoxe. Ces dirigeants, régulièrement évincés sur le plan juridique, n'en ont pas moins relancé trois mois plus tard, une nouvelle organisation de Scouts d’Europe. »

— Pierre Géraud-Keraod, Lettre à Monseigneur Streiff du 10 janvier 1964
En 1963, l’association « Les Scouts d’Europe » prend pour nom « Les Scouts d’Europe (Europa scouts) de la Fédération du scoutisme européen ».

### Développement et établissement
Le 19 novembre 1970, l'association est agréée « Jeunesse et éducation populaire » par le ministère de la Jeunesse et des Sports. Cet agrément est renouvelé en 2004. En 1976, elle prend son nom actuel, « Association des guides et scouts d'Europe » (AGSE).
Le mouvement connait au cours de son histoire plusieurs crises institutionnelles, en particulier en 1968, en 1971 et en 1982. Elles se traduisent soit par des départs vers d'autres associations, comme les Scouts unitaires de France, soit par la création de nouvelles associations comme les Scouts Saint Georges en 1968 et les Europa scouts en 1986.
En 2001, l'Association des guides et scouts d'Europe signe avec le Comité épiscopal enfance-jeunesse de la Conférence des évêques de France un protocole d’accord reconnaissant l'association comme mouvement d’éducation. Le 26 août 2003, le Conseil pontifical pour les laïcs signe le décret reconnaissant l'Union internationale des Guides et Scouts d'Europe comme association privée de fidèles de droit pontifical.
Fin 2003, la province d'Île-de-France bénéficie d'une habilitation pour délivrer le Brevet d'aptitude aux fonctions d'animateur (BAFA) par le ministère de la Jeunesse et des Sports, autorisant les stages de formation à décerner le brevet d'aptitude aux fonctions d'animateur en accueils collectifs de mineurs.
En 2004, après un audit du ministère de la Jeunesse et des Sports, l’Association des Guides et Scouts d’Europe bénéficie du renouvellement de son habilitation nationale à délivrer le BAFA. Les stages de formation – appelés Camps Écoles Préparatoires (CEP) – peuvent, au cas par cas, délivrer le diplôme du brevet d'aptitude aux fonctions d'animateur en accueils collectifs de mineurs. Cette habilitation est renouvelée en 2015.
Une crise importante a lieu dans l'association après la publication du motu proprio « Summorum Pontificum » par le pape Benoît XVI en 2007. Celui-ci affirme qu'il n'existe qu'un rite romain, dont deux formes peuvent légitimement être employées par l'Église : une « forme ordinaire » et une « forme extraordinaire ». 
Dans une lettre intitulée « Place au scoutisme » envoyée par les commissaires généraux, l'équipe nationale des Guides et Scouts d'Europe fait le choix de ne pas pratiquer la « forme extraordinaire » dans le mouvement, ce qui provoque l'incompréhension de nombreux adhérents et de prêtres de l'association, attachés à cette diversité. Alors que la conférence des évêques de France soutient la décision de l'équipe nationale, le cardinal Castrillon Hoyos, président de la commission pontificale Ecclesia Dei, écrit au président de l'Association des Guides et Scouts d'Europe (AGSE) le 14 janvier 2008 : « Après avoir fait une profonde réflexion sur la matière, je me vois dans l’obligation de vous inviter à reconsidérer cette règle normative ; une nouvelle réglementation de votre part devrait prendre acte de ce qui suit : les prêtres membres d’un mouvement de l’Église ont le droit de célébrer selon le rite tridentin, comme tous les autres prêtres ; ils ne peuvent, certes, imposer cette forme à tout leur mouvement ; d’autre part, les dirigeants de telles associations et mouvements ne peuvent ni imposer, ni empêcher cette forme de la célébration dans leur mouvement. »
Cette crise entraîne le remplacement des commissaires généraux du mouvement en 2009 et le départ de cinq unités chez les Scouts et Guides de France.

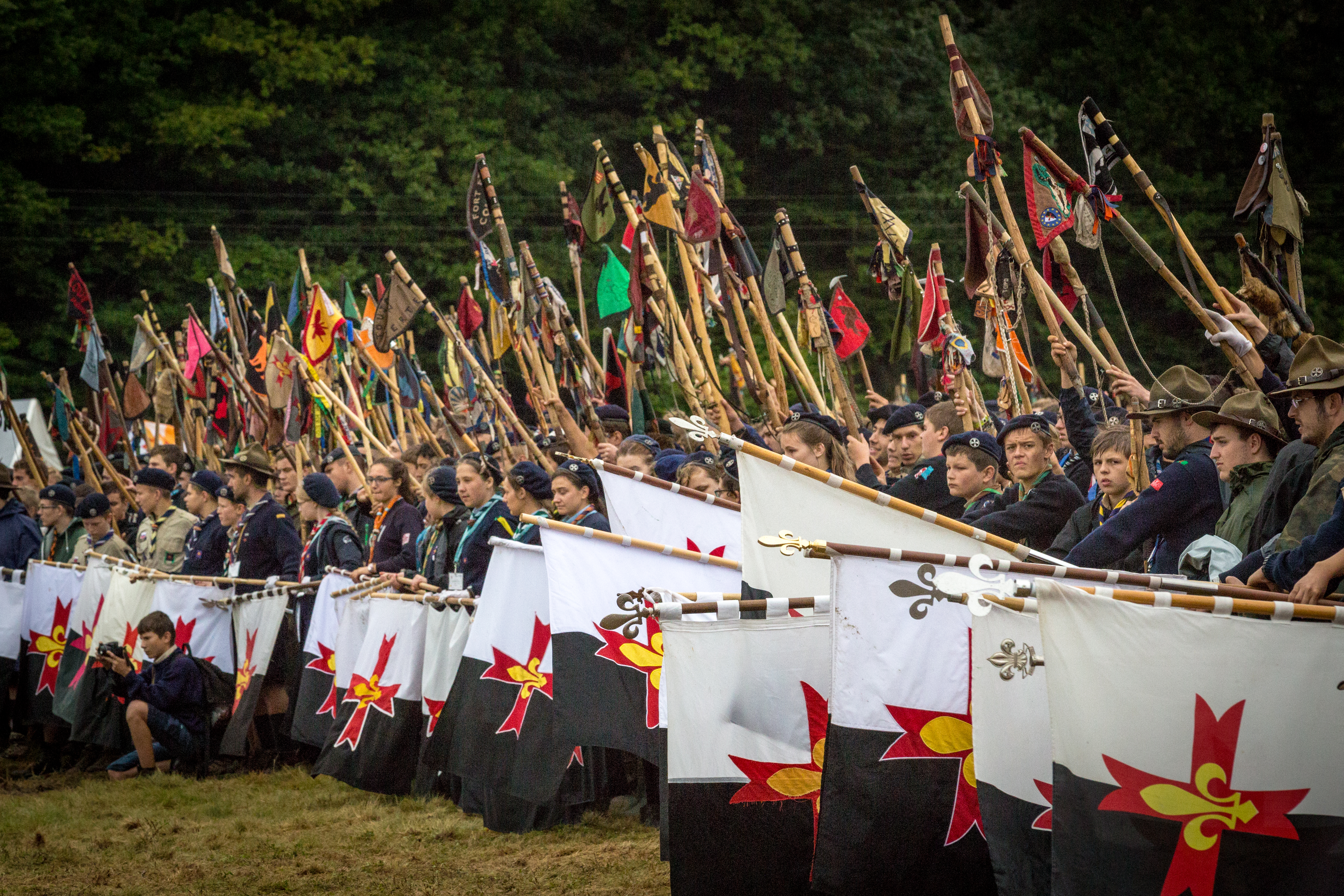
Cérémonie de clôture de l’Eurojam en août 2014.

En 2014, l'association accueille pour la deuxième fois l'Eurojam organisé par l'Union internationale des guides et scouts d'Europe à Saint-Evroult-Notre-Dame-du-Bois. Celui rassemble 12 500 éclaireuses et éclaireurs de toute l'Europe du 1er au 11 août, avec un pèlerinage à Lisieux, dans les pas de Sainte Thérèse. Le slogan de l'Eurojam était " Venite et videte ", tiré de l'Évangile selon Saint Jean (Jn 1, 39).
En 2018, le mouvement créée une commission, appelée Commission Saint Nicolas, de réflexion et d'information sur les questions de pédophilie, afin que l'AGSE soit une "maison sûre", à laquelle les parents puissent confier leurs enfants en toute confiance. 
Le mouvement insiste sur le fait qu'il est indispensable que tous les chefs soient formés et informés aux points de vigilance, des situations interdites, et des bonnes réactions en cas de doute. L'association compte alors 33 000 membres.

### Liste des personnalités passées par l'association
Cette section ne s'appuie pas, ou pas assez, sur des sources secondaires ou tertiaires indépendantes du sujet. Le texte peut contenir des analyses inexactes ou inédites de sources primaires.
Pour l'améliorer, ajoutez-en, ou placez des modèles {{Source secondaire souhaitée}} ou {{Source secondaire nécessaire}} sur les passages mal sourcés. (décembre 2019)
- Jean-Claude Alain : l'un des fondateurs du mouvement
- Pierre Géraud-Keraod : l'un des fondateurs du mouvement
- Pierre Joubert : dessinateur scout
- Pierre-Yves Labbe : ancien résistant, commissaire national éclaireurs et créateur du camp Chamarande-FSE, premier DCC[Note 3] de l'association[32]
- Romain Mesnil, athlète français spécialiste du saut à la perche
- Thibaut Vallette, champion olympique de concours complet
- Sylvain Tesson, écrivain et aventurier
- Christine Ponsard, commissaire nationale, écrivain spirituel, scénariste de bande dessinée
- Thomas Goisque, reporter-photographe
- Vianney, auteur-compositeur-interprète de variété française
- François-Xavier Bellamy : député européen, maire adjoint de Versailles et philosophe, a été chef et responsable des scouts marins de l'association
- Christophe Béchu, sénateur-maire d'Angers
- François Bel-Ker, ancien secrétaire général de l'Action française, fondateur du Printemps français
- François Fillon, ancien premier ministre
- Denis Coiffet, cofondateur de la Fraternité sacerdotale Saint-Pierre
- André Manaranche, sj, conseiller religieux national et aumônier national de la Route
- Francis Rapp, médiéviste, commissaire de la province d’Alsace
- Emmanuel Gobilliard : évêque de Digne, Riez et Sisteron
- Marc Aillet : évêque de Bayonne
- Laurent Camiade : évêque de Cahors
- Raymond Centène : évêque de Vannes
- Jean-Marc Eychenne : évêque de Grenoble-Vienne (premier routier pilote de l'association)
- Hervé Gaschignard : évêque d'Aire et de Dax
- Olivier Leborgne : évêque d'Amiens
- David Macaire : archevêque de Saint Pierre et Fort-de-France
- Joseph de Metz-Noblat : évêque de Langres
- Jean-Philippe Nault, évêque de Nice
- François Touvet : évêque de Toulon
- Jean-Charles Nault : père abbé de l'abbaye bénédictine de Saint-Wandrille
- Xavier Malle, évêque de Gap et d'Embrun
- Serge-Thomas Bonino, secrétaire général de la commission théologique internationale (a été conseiller religieux de l'association).

## Symboles
(février 2019).

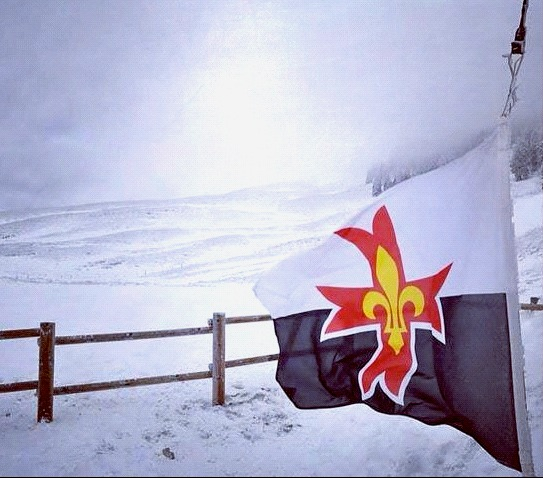
Flamme de camp des Scout d'Europe

L'une des caractéristiques du mouvement est l’importance qu'il attache au cérémonial scout ainsi qu'aux rites. Les uniformes et les symboles sont décrits dans le Cérémonial des Guides et Scouts d’Europe.

### Emblème
Le symbole du mouvement se blasonne « D’argent à une croix à huit pointes de gueule, chargée d’une fleur de lys d’or ». Il a été choisi par les fondateurs du mouvement à Cologne en 1956.
La croix rouge évoque l’idéal de l’ancienne chevalerie, le rouge étant la couleur de la générosité et du courage. La fleur de lys symbolise l’idéal des éclaireurs, comme celle qui figurait sur toutes les anciennes cartes pour indiquer le Nord ; ses trois éléments rappellent les trois vertus principales du scout : franchise, dévouement et pureté. Les huit pointes des quatre branches de la croix de Malte figurent les huit vertus des béatitudes du Sermon sur la Montagne que les scouts et guides cherchent à acquérir.
L’emblème du mouvement figure principalement sur la croix de promesse, sur la croix de poitrine, à la boucle du ceinturon et sur l’étendard du mouvement, appelé Baussant.

### Baussant

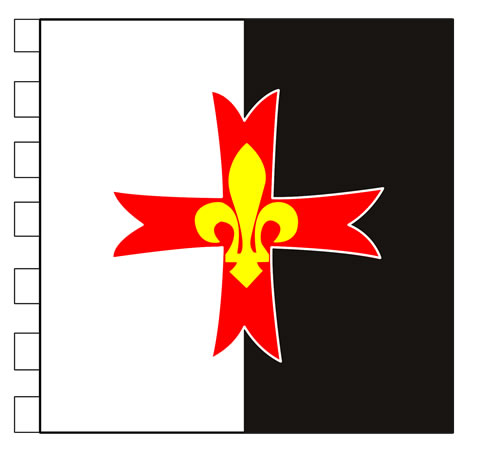
Baussant des Guides et Scouts d'Europe.

Le Baussant est l’étendard des Guides et Scouts d’Europe. Il s’inspire directement de l’étendard des Templiers[réf. souhaitée]. Son fond est bicolore, blanc à gauche et noir à droite. Comme sur le gonfanon templier, qui les superpose, le blanc est symbolique de la pureté et le noir de l'humilité[réf. souhaitée]. Leur opposition symbolise la lutte entre le bien et le mal. Sur ce fond figure l’emblème du mouvement : une croix de Malte rouge frappée d’une fleur de lys or. Cette bannière a été créée et adoptée en 1966 lors d’un pèlerinage du mouvement à l’occasion de la célébration du millénaire du Mont Saint-Michel.
Selon le cérémonial, la croix représente la foi catholique professée par le mouvement et ses huit pointes, figurent donc les huit Béatitudes du Sermon sur la Montagne. La couleur rouge rappelle également le sang des martyrs.
La fleur de lys est l’emblème universel du scoutisme. Ce symbole, qui indique le nord sur les anciennes cartes, montre la direction à suivre. La fleur de lys rappelle donc les trois valeurs scoutes : de franchise, de dévouement et de pureté. Un liseré blanc entoure la croix de sorte qu'elle ne soit pas en contact avec la partie noire, symbolisant la victoire du bien sur le mal. C’est devant ce Baussant que les Guides et Scouts d’Europe s’engagent solennellement en prononçant leur promesse.

### Uniforme
Le principe de la tenue uniforme est de former un même groupe homogène et uni, sans différence de styles vestimentaires ni de discrimination, marquant par exemple la provenance ou le niveau social. L'uniforme montre l'appartenance du scout au mouvement, à sa troupe, à sa patrouille, ainsi que son engagement et ses capacités. En effet, l'uniforme scout possède des éléments distinctifs, accessibles à tous, lui conférant un caractère informatif quant aux compétences et aux fonctions de celui qui le porte, par les insignes qui y sont cousus.
Sa composition est strictement définie par le Cérémonial des guides et scouts d'Europe. Le dessin des insignes et des badges est protégé par un dépôt à l’Institut national de la propriété industrielle (INPI).
- Les scouts et les guides sont coiffés d'un béret noir à deux flots. Les scouts marins portent le bonnet des matelots de la Marine nationale, communément appelé bachi, avec une coiffe toujours de couleur blanche, un pompon bleu et une bande légendée « Scouts (ou Guides) d'Europe ». Les scouts de montagne portent un béret alpin de couleur bleu marine, communément appelé tarte. Les scouts ou guides qui ont prononcé leur promesse portent, agrafée au béret ou au bachi, la croix de promesse en métal argenté qui montre leur engagement.

Les louveteaux portent un béret basque ; lorsqu'ils ont prononcé leur promesse, est cousu au béret un loup de promesse en passementerie. Ils portent sur cet insigne de béret leurs étoiles de progression (une ou deux).
- Le foulard scout est la marque universelle du scoutisme. Généralement bicolore, ses couleurs indiquent l'appartenance au groupe local. Les routiers portent un foulard marron, les guides-ainées un foulard « bois de rose ». Les scouts des patrouilles libres utilisent le foulard noir.
- La chemise est beige pour les éclaireurs et pour les routiers, bleu foncé pour les scouts marins et nautiques et bleu ciel pour les louveteaux, les louvettes, les guides et les guides-ainées.
- Sur la chemise sont cousus des insignes de toile qui marquent les différentes progressions du scout : classes (seconde, première), badges, brevets. En plus d'indiquer des capacités, ces insignes incitent les plus jeunes scouts à prendre exemple sur les plus grands et ainsi à progresser.

D'autres insignes marquent soit l'appartenance au mouvement des Guides et Scouts d'Europe, soit à la France, à une province, à un groupe (souvent attaché à une ville) et à une patrouille (flots de laine, généralement de deux couleurs, à l'épaule. Les deux couleurs sont celles du totem de patrouille, symbolisé par son fanion).
Les chefs portent des insignes distinctifs sur leurs chemises ; les chefs de patrouille cousent deux bandes blanches sur la poche gauche.
- L'éclaireur porte une culotte courte en velours côtelé bleu marine (des knickers pour les éclaireurs des unités alpines lorsqu'ils sont en montagne), y compris en hiver. Les éclaireuses et les louvettes portent une jupe ou une jupe-culotte bleu marine en toile ou en velours selon les saisons.
- Tous portent le ceinturon avec une boucle portant la croix des scouts d'Europe. Celui-ci est en cuir avec une boucle couleur bronze, sauf pour les marins et nautiques pour qui il est en toile blanche avec une boucle de couleur argent.
- Les chaussettes sont ordinairement bleu marine, ou blanches pour les cérémonies.

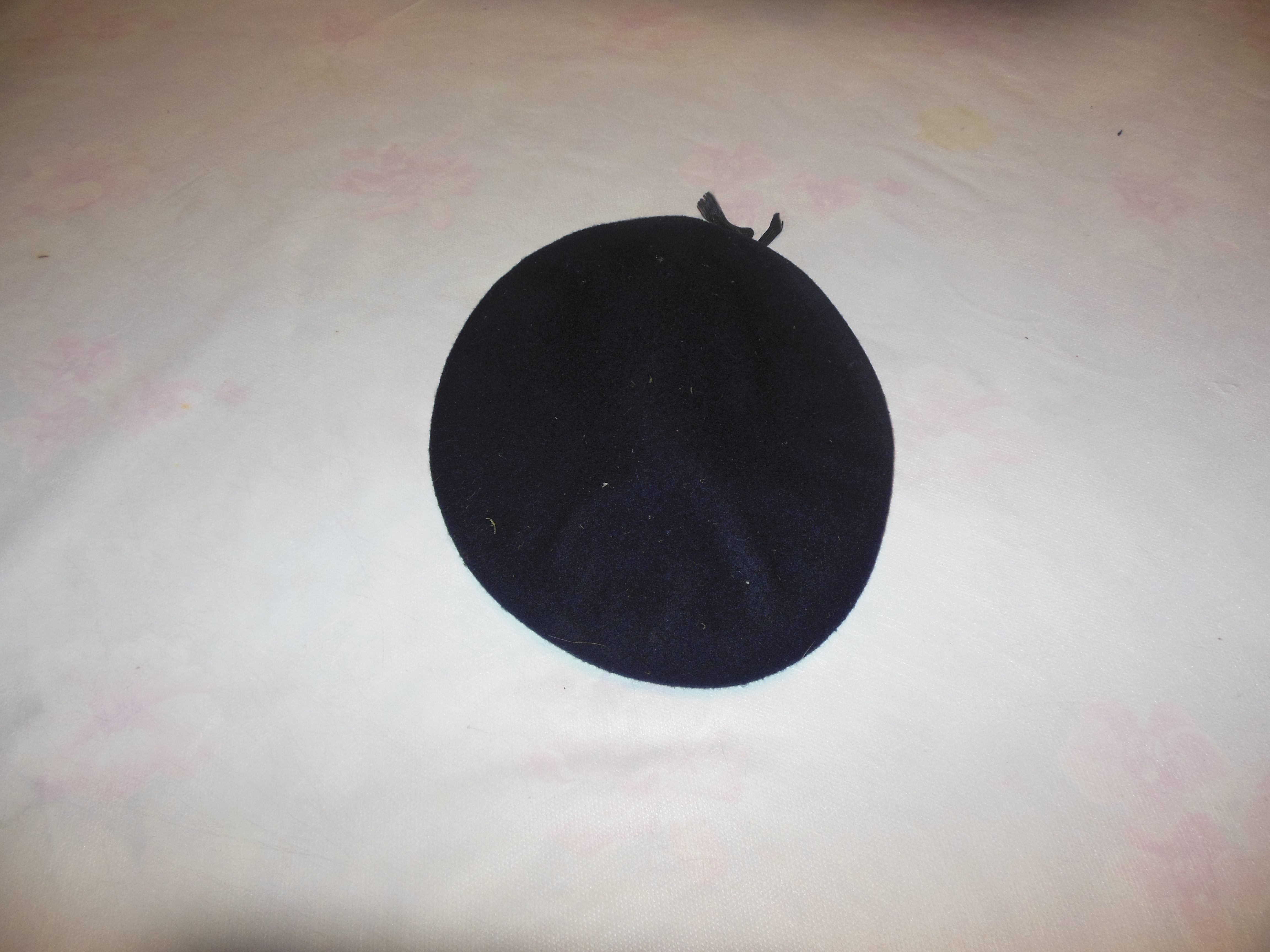
Béret noir de scout d'Europe.
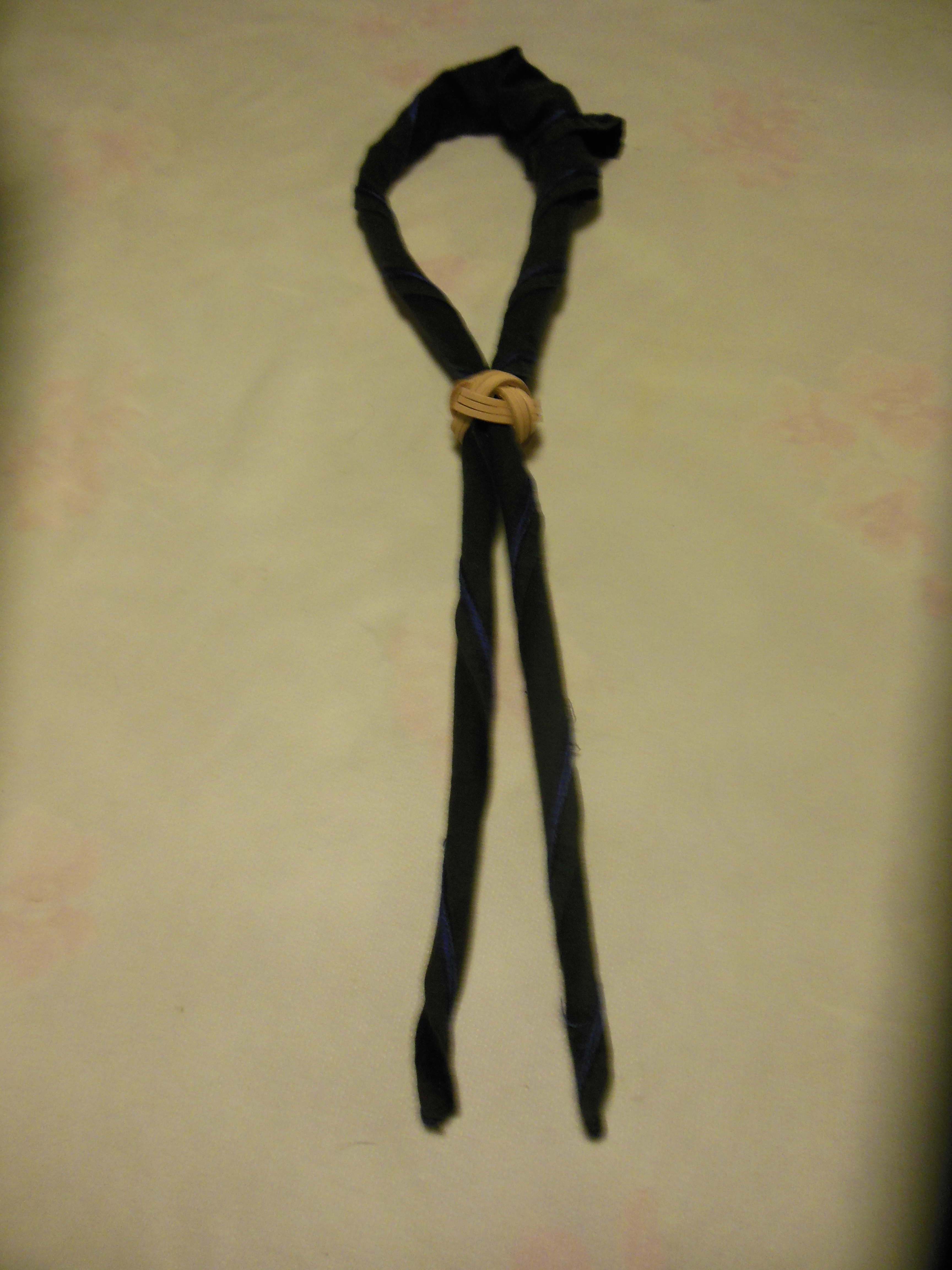
Foulard et sa bague.
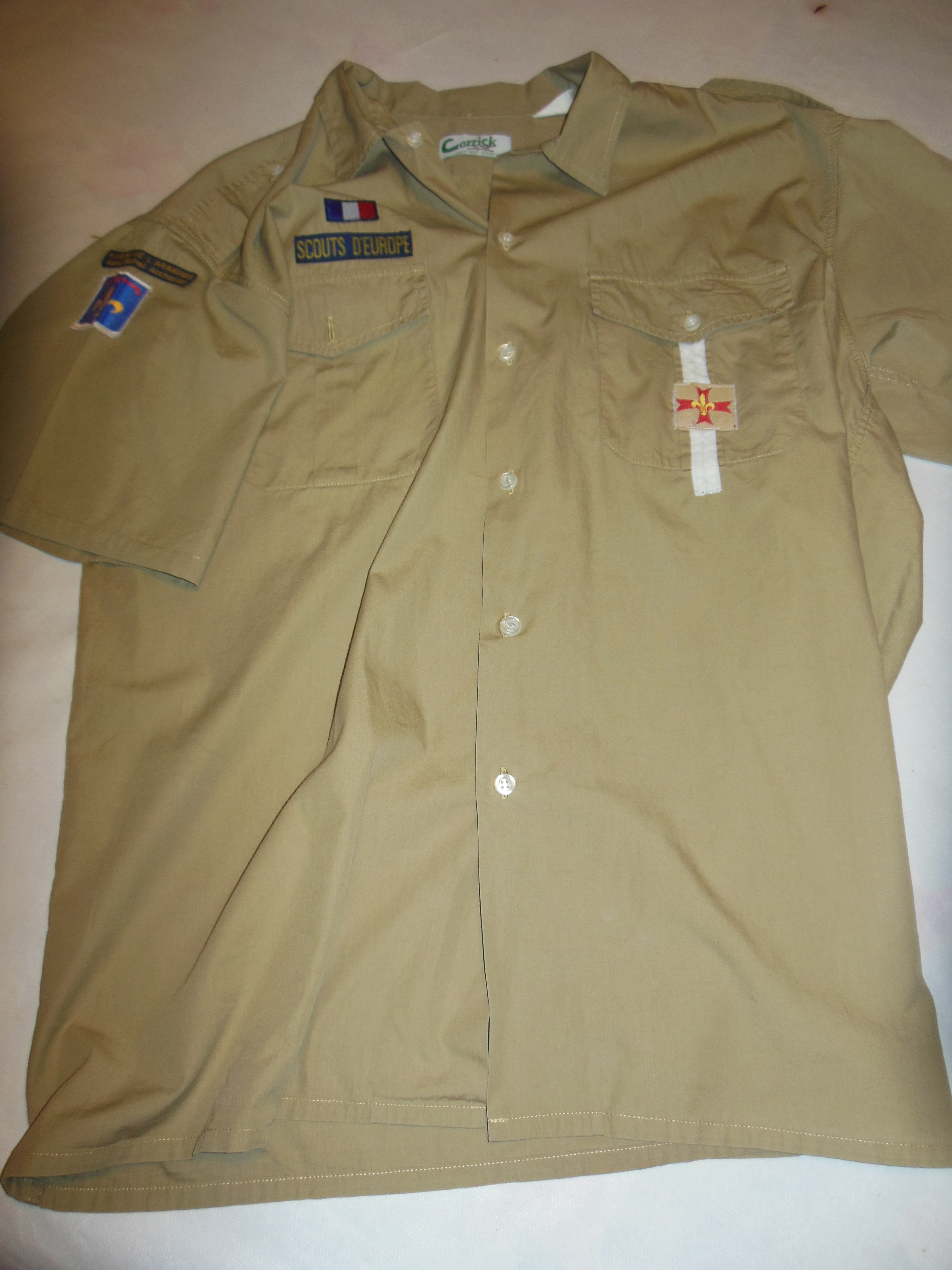
Chemise de scout d'Europe (second de patrouille).
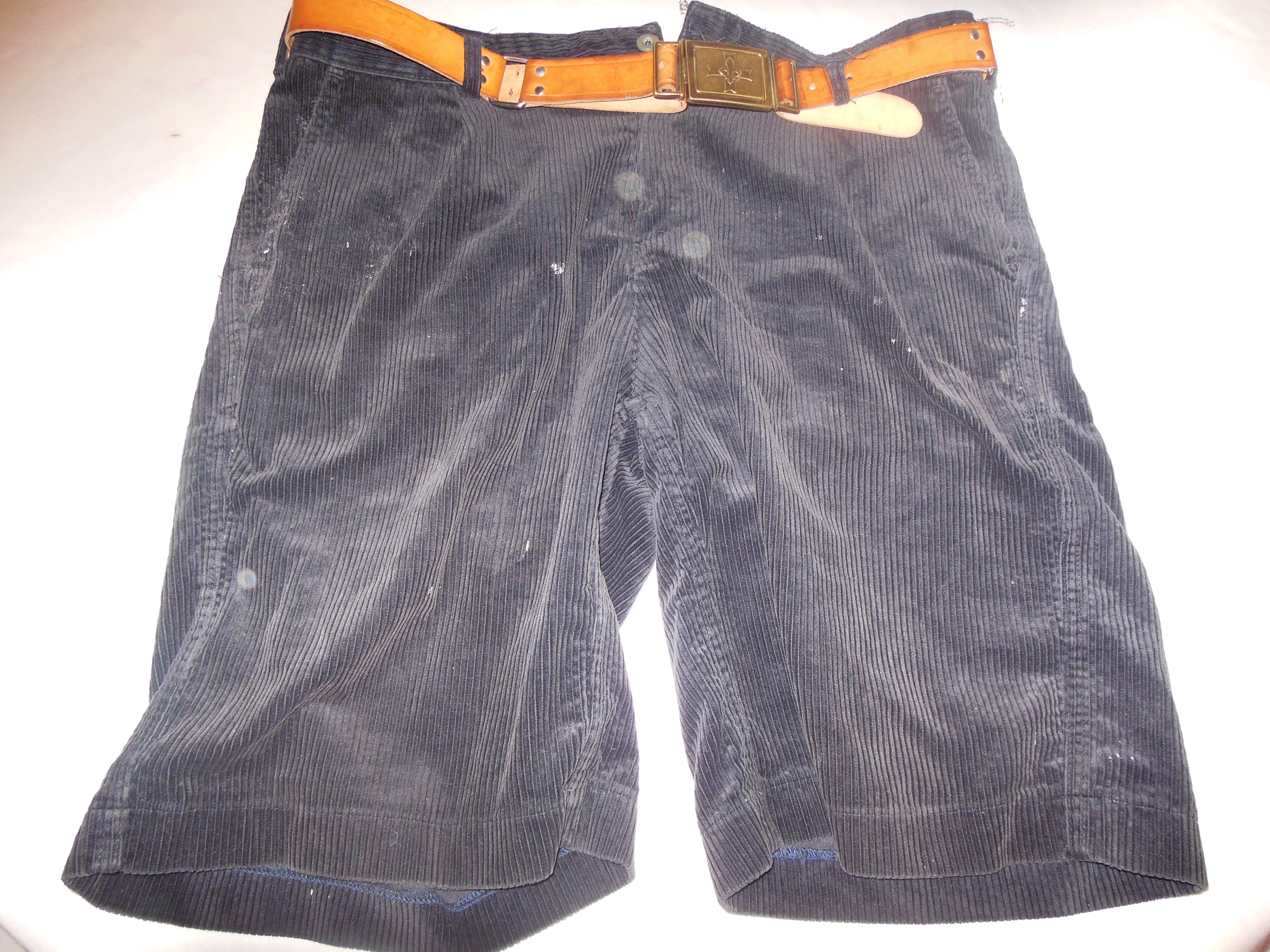
Bermuda bleu marine avec ceinturon scout d'Europe.

## Controverses

### Détournement du fichier de la province de Provence (1998)
En 1998, l’association fait face à l’affaire dite « du fichier de la province de Provence », qui connaît un écho national. À la suite du détournement du fichier des adhérents de la province de Provence, des enfants se voient adresser par voie postale à l’automne 1998 différentes publications d'extrême-droite, proche du Front national, à caractère raciste et xénophobe, rendant notamment hommage « au génie du IIIe Reich ». Ils reçoivent également un courrier des Légionnaires du Christ. Le père d’un éclaireur d’une patrouille libre, qui a reçu ces publications, contacte la direction nationale, qui reconnaît le 8 décembre qu’une « personne mal intentionnée a transmis à la société éditrice Défi une liste des adresses de certains de nos représentants dans certains départements du Midi ». L'association nationale porte plainte pour détournement de fichier. La Commission nationale de l’informatique et des libertés est également saisie par le père de famille et conclut dans une délibération du 25 mars 1999 que ces envois font suite au détournement, sans autorisation de l'association scoute, d’un fichier de plus de trois cents noms au profit de la société Défi,,. Les scouts d'Europe rejettent le soutien que leur apporte le Front national de la jeunesse en 1999.
À l'issue de l'inspection du ministère de la Jeunesse et des Sports consécutive à cette affaire, les scouts d'Europe modifient leurs statuts, à la suite d'une injonction, pour en supprimer des dispositions illégales (statut de membres réservé aux seules personnes de nationalité française et de plus de 18 ans).

### Dérives du mouvement
En 1982, est lancée une inspection de deux années pour vérifier la conformité du mouvement à son agrément ministériel. Une image extrémiste du mouvement pourrait avoir été produite par le port d'uniformes non conformes comportant des effets militaires ou paramilitaires. Aucune suite n'est donnée à cette inspection.
En 1998, un article de L'Humanité relève dans le compte rendu d'une assemblée générale du mouvement, l'expression d'une opposition à « la démagogie électoraliste des partis politiques » et aux « idéologies marxistes ou franc-maçonnes ». L'association n'en fait aucun commentaire.
En 1999, un rapport ministériel constate « des dérives plutôt paramilitaires qu'intégristes dans un nombre très limité de camps ».
En 2017, dans un contexte où le scoutisme peut encore être perçu comme « paramilitaire » , un responsable des scouts d'Europe atteste que : « le mouvement n’hésite pas à radier un chef s’il est jugé trop éloigné de la pédagogie scoute ».

### Agressions sexuelles
En 1993, l'abbé Pierre de Castelet commet des agressions sexuelles lors d'un camp de colonies de vacances dans les Pyrénées, ce qu'il reconnaîtra plus tard.
En 2016, trois victimes de l'abbé portent plainte contre André Fort, l'ancien évêque d'Orléans pour non dénonciation d'agression sexuelle sur mineur. C'est le début de l'affaire André Fort. Ces victimes découvrent que l'abbé est toujours en activité, notamment auprès de Scouts d'Europe. En novembre 2018, Pierre de Castelet est condamné à trois années d'emprisonnement dont deux ferme (aucune condamnation n'étant en lien avec son activité chez les Scouts d'Europe).
Sans lien avec l'affaire précédente, en mars 2019, devant le sénat, Michel-Henri Faivre, vice-président du conseil d'administration de l'Association des guides et scouts d'Europe (AGSE), à propos de la diffusion d'images à caractère pornographique auprès d'enfants dans les camps, « affirme avoir effectué trois déclarations au procureur de la République au cours des quatre dernières années » et tenir « un fichier des éléments radiés, dont certains ont été condamnés »,.

## Publications

### Scouteuropresse
L'agence Scouteuropresse est une société civile de presse appartenant à l'association. C'est elle qui publie les revues de l'association, et manuels de l'association. Le président et les commissaires généraux sont respectivement les directeurs de publication et de la rédaction.

### Revues aux adhérents
- La lettre aux parents : Courrier destiné aux parents des jeunes du mouvement afin de les informer sur le mouvement et répondre à leurs questions.
- Faveur de Jungle : Revue éditée pour les membres de la branche louvetisme (8-12 ans). Elle remplace depuis le numéro 137, l'ancien Mowgli chasse !
- Scout d'Europe : Revue à destination des jeunes de la branche éclaireurs (13-17 ans), elle comprend des fiches techniques, des témoignages, des reportages et des photos de famille.
- Trace ta route : Revue à destination des chefs et de la branche rouge, avec des récits et expériences de vie et des textes méditatifs.
- Maîtrise : Revue pédagogique officielle à destination des chefs du mouvement qui publie – entre autres – les nominations des chefs et cheftaines.
- Relais de Poste : Lettre d'actualité à destination des cadres administratifs du mouvement.

### Scoutorama
Ces sont des guides illustrés, format A4, composés à partir des articles parus dans la revue Scout d'Europe. Ils résument et rassemblent tout ce qui peut intéresser un scout pour la vie pratique (comme les techniques de froissartage, de cuisine...) et spirituelle, mais aussi l'histoire, la nature. Deux volumes ont été publiés en 1972 et 1978 à l'époque de Perig et Lizig Géraud-Keroad avec des illustrations de Pierre Joubert, puis un troisième en 2012 qui est un complément et une refonte des premiers avec des illustrations d'Emmanuel Baudesson.
- Pierre et Lucienne Géraud-Keraod, Pierre Joubert, Scoutorama, Scouteuropresse, 1972, 255 p.
- Pierre et Lucienne Géraud-Keraod, Pierre Joubert, Scoutorama N°2, Scouteuropresse, 1978, 342 p.
- Emmanuel Beaudesson (dessin), Scoutorama N°3, Édition du Triomphe, 2012, 288 p. (ISBN 978-2-913539-40-2)